# Akrotiri i Dhekelia
Akrotiri i Dhekelia (ang. Akrotiri and Dhekelia, oficjalnie Sovereign Base Areas of Akrotiri and Dhekelia) – brytyjskie terytorium zależne obejmujące dwie bazy wojskowe: Akrotiri i Dhekelia położone na wyspie Cypr, na Morzu Śródziemnym. Zarządzane z jednego ośrodka administracyjnego w Episkopi i jako bazy mają jednego dowódcę pełniącego obowiązki gubernatora.

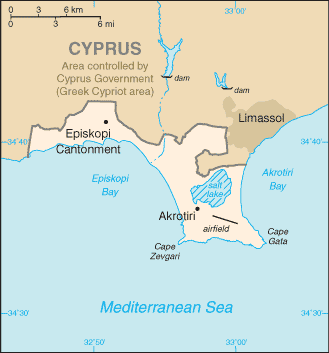
Mapa Akrotiri

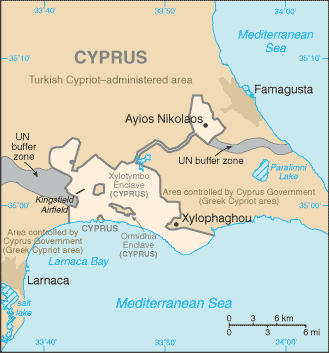
Mapa Dhekelii